# Andrew Buchan
Andrew Buchan (Stockport, 19 febbraio 1979) è un attore televisivo e attore teatrale inglese, noto per il ruolo di Mark Latimer nella serie tv drammatica Broadchurch prodotta da ITV.

## Biografia
Buchan è nato a Stockport ed è cresciuto nel sobborgo di Lostock a Bolton. Ha frequentato la vicina Rivington e la Blackrod High School. Durante gli A-Levels, e molto prima della sua carriera di attore, ha lavorato per i Granada Studios come guida turistica, usando metodi divertenti e non convenzionali per mantenere i turisti interessati. Ha anche lavorato come barman all'aeroporto di Manchester, come portiere presso l'hotel De Vere Whites, nello University of Bolton Stadium, e anche in Italia.
Nel 2001, si è laureato alla Durham University ottenendo un Bachelor of Arts in Lingue moderne. Successivamente ha frequentato la Royal Academy of Dramatic Art (RADA).

### Vita privata
Buchan ha sposato la sua fidanzata di lunga data, l'attrice Amy Nuttall, l'8 settembre 2012, non lontano dalle rispettive case d'infanzia nel Lancashire, in Inghilterra. La coppia era insieme dal 2007. Nel gennaio 2015 Buchan ha rivelato che la coppia stava aspettando il loro primo figlio.

## Filmografia
- If I Had You, regia di John Deery (2006)
- Jane Eyre – miniserie TV, episodio 1x1 (2006)
- Party Animals – serie TV, 8 episodi (2007)
- Le morti di Ian Stone (The Deaths of Ian Stone), regia di Dario Piana (2007)
- Cranford – serie TV, 6 episodi (2007–2009)
- The Whistleblowers – serie TV, 1 episodio (2007)
- Bones – serie TV, 1 episodio (2008)
- The Fixer – serie TV, 12 episodi (2008-2009)
- Garrow's Law – serie TV, (William Garrow) 12 episodi (2009-2012)
- Nowhere Boy, regia di Sam Taylor-Wood (2009)
- Abroad - film TV (2010)
- The Nativity – serie TV, 4 episodi (2010)
- L'affondamento del Laconia (The Sinking of the Laconia) – serie TV, 2 episodi (2011)
- Broadchurch - serie TV, 24 episodi (2013-2017)
- Having You, regia di Sam Hoare (2013)
- The Honourable Woman – serie TV, 8 episodi (2014)
- The Great Fire - miniserie TV (2014)
- Tutti i soldi del mondo (All the Money in the World), regia di Ridley Scott (2017)
- Il mistero di Donald C. (The Mercy), regia di James Marsh (2018)
- Genius - serie TV, 3 episodi (2018)
- Agatha Christie - La serie infernale (The ABC Murders) - miniserie TV, 3 puntate (2018)
- The Crown – serie TV, 4 episodi (2019-2020)
- The Spanish Princess – miniserie TV, 8 puntate (2020)
- Industry – serie TV (2020-in corso)
- Cobra - Unità anticrisi (Cobra) – serie TV, 6 episodi (2021-2022)
- This England – miniserie TV, 6 puntate (2022)
- Carnival Row – serie TV, 7 episodi (2023)
- Black Doves – serie TV, 6 episodi (2024)